# Tiempo decimal
Se denomina tiempo decimal a la expresión de la extensión del día utilizando unidades que se encuentran relacionadas mediante un sistema decimal. Este término es utilizado para referirse específicamente al tiempo revolucionario francés, el cual divide al día en 10 horas decimales, cada hora decimal en 100 minutos decimales y cada minuto decimal en 100 segundos decimales, en contraposición al tiempo estándar usual, en el cual el día se divide en 24 horas, cada hora en 60 minutos y cada minuto en 60 segundos.

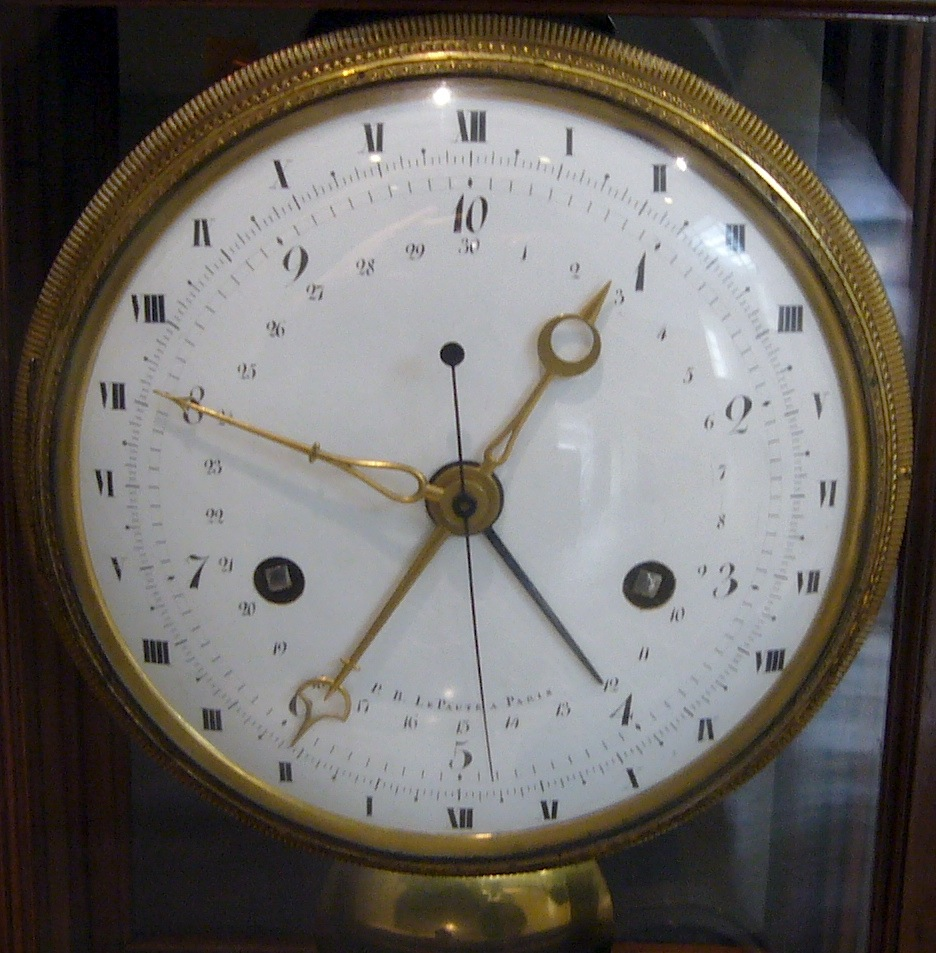
Reloj decimal francés de la época de la Revolución francesa.

## Historia

### China
El tiempo decimal fue utilizado en China a lo largo de casi toda su historia junto con el tiempo duodecimal. Hacia el año 1000 a. C. el día que se extendía desde una medianoche a la medianoche siguiente se encontraba dividido en 12 horas dobles (chino tradicional: 時辰; chino simplificado: 时辰; pinyin: shíchen) y 100 ke (Hanzi: 刻; Pinyin: kè). Durante tres períodos breves se utilizaron un número diferente de kes por día, 120 ke durante  5–3 A.d. C., 96 ke durante 507–544, y 108 ke durante 544–565. Varios de los casi 50 calendarios chinos también dividieron cada ke en 100 fen, aunque en otros cada ke era dividido en 60 fen. En 1280, el calendario Shoushi (Season Granting)  subdividió a cada fen en 100 miao, creando un sistema decimal completo de 100 ke, 100 fen y 100 miao. El tiempo decimal chino dejó de ser utilizado en 1645 cuando el calendario  Shixian (Constant Conformity), basado en la astronomía europea llevada a China por los jesuitas, adoptó 96 ke por día junto con 12 horas dobles, con lo cual cada ke corresponde exactamente a un cuarto de hora.

### Francia
En tiempos modernos, el tiempo decimal fue introducido durante la Revolución francesa por un decreto promulgado el 5 de octubre de 1793:
XI. Le jour, de minuit à minuit, est divisé en dix parties, chaque partie en dix autres, ainsi de suite jusqu’à la plus petite portion commensurable de la durée.
XI. El día, desde medianoche hasta la medianoche siguiente, se divide en diez partes, cada parte a su vez se compone de diez partes, y así sucesivamente hasta la duración de tiempo más pequeña que se pueda medir.
Se les dio nombre a estas partes el 24 de noviembre de 1793 (4 Frimario del Año II). Las divisiones primarias se denominaron horas, y se agregó:
La centième partie de l'heure est appelée minute décimale; la centième partie de la minute est appelée seconde décimale. (énfasis en el original)
La centésima parte de una hora es denominada minuto decimal; la centésima parte de un minuto es denominada segundo decimal.
Por lo tanto, medianoche correspondía a la hora 10, mediodía a la hora 5, etc. Si bien se fabricaron  relojes con cuadrantes mostrando el tiempo estándar con los números 1–24 y el tiempo decimal con los números 1–10, el tiempo decimal nunca contó con gran aceptación; no fue utilizado de manera oficial hasta comienzos del año Republicano III, 22 de septiembre de 1794, y el uso obligatorio fue suspendido el 7 de abril de 1795 (18 Germinal del Año III), mediante la misma ley que introdujo el sistema métrico original. Por lo tanto, inicialmente el sistema métrico no poseía una unidad de tiempo, y versiones posteriores del sistema métrico utilizan el segundo, igual a  1/86400 de día, como unidad de  tiempo métrico.
El tiempo decimal fue introducido como parte del calendario republicano francés, en el cual además de dividir el día en forma decimal, dividió al mes en tres décadas de 10 días cada una; este calendario fue abolido a finales del 1805. El comienzo de cada año era determinado según el día en él tenía lugar el equinoccio de otoño, en relación con el tiempo solar aparente o verdadero en el Observatorio de París. El tiempo decimal habría sido expresado también según el tiempo solar aparente, dependiendo de la posición desde la cual se lo registraba, como ya era la costumbre general para ajustar los relojes.
En 1897 los franceses realizaron otro intento de decimalizar el tiempo, cuando se creó la  Commission de décimalisation du temps  en el Bureau des Longitudes, siendo secretario el matemático Henri Poincaré. La comisión propuso un compromiso, al mantener el día de 24 horas, pero dividir cada hora en 100 minutos decimales, y cada minuto en 100 segundos. El plan no tuvo buena acogida y fue abandonado en 1900.

## Conversiones
Hay exactamente 86.400 segundos estándar  (véase SI para una definición actual del segundo estándar) en un día estándar, pero en el sistema de tiempo decimal francés hay 100.000 segundos decimales en un día, por lo que el segundo decimal es más corto que su contraparte.
| Unidad decimal  | Segundos | Minutos | Horas   | h:mm:ss   |
| --------------- | -------- | ------- | ------- | --------- |
| Segundo decimal | 0,864    | 0,0144  | 0,00024 | 0:00:00,9 |
| Minuto decimal  | 86,4     | 1,44    | 0,024   | 0:01:26,4 |
| Hora decimal    | 8640     | 144     | 2,4     | 2:24:00,0 |

## Días fraccionarios
Son los científicos y los programadores de computadoras lo que utilizan en forma más asidua el tiempo decimal del día en forma de día fraccional. El tiempo estándar de 24 horas es convertido en un día fraccional simplemente mediante dividir el número de horas pasadas desde la medianoche por 24 para obtener una fracción decimal. Por lo tanto medianoche es 0,0 día, mediodía es 0,5 d, etc., lo cual se puede componer con cualquier tipo de fecha, tales como:
- fechas gregorianas: 2000 enero 1,5
- fechas ordinales: 00001,5
- fechas julianas: 2451545,0
- Excel fechas seriales: 36526,5

Es posible utilizar tantos sitios decimales como sea necesario de acuerdo a la precisión requerida, de forma que 0,5 d = 0,500000 d. Los días fraccionarios a menudo son expresados en UTC o TT, aunque las fechas Julianas utilizan fecha/tiempo astronómico anterior a 1925 (cada fecha comenzaba en el 0h por lo tanto ".0" = mediodía) y Microsoft Excel utiliza la zona de tiempo local de la computadora. El uso de días fraccionarios reduce el número de unidades utilizadas en cálculos de tiempo de cuatro (días, horas, minutos, segundos) a una sola  (días). A menudo los astrónomos utilizan días fraccionarios para registrar sus observaciones, y fueron indicados haciendo referencia al Paris Mean Time por el matemático y astrónomo francés del siglo XVIII Pierre-Simon Laplace en su libro, Traité de Mécanique Céleste, tal como en estos ejemplos:

... et la distance périhélie, égale à 1,053095 ; ce qui a donné pour l'instant du passage au périhélie, sept.29,10239, temps moyen compté de minuit à Paris.
Les valeurs précédentes de a, b, h, l, relatives à trois observations, ont donné la distance périhélie égale à 1,053650; et pour l'instant du passage, sept.29,04587; ce qui diffère peu des résultats fondés sur cinq observations.

Días fraccionales fueron utilizados durante el siglo XIX por el astrónomo británico John Herschel en su libro, Outlines of Astronomy Archivado el 31 de diciembre de 2022 en Wayback Machine., como se ilustra en estos ejemplos:

Between Greenwich noon of the 22d and 23d of March, 1829, the 1828th equinoctial year terminates, and the 1829th commences. This happens at 0 d•286003, or at 4 h 51 m 50 s •66 Greenwich Mean Time ... For example, at 12 h 0 m 0 s Greenwich Mean Time, or 0 d•500000...

En general el sistema de segundos fraccionales es más utilizado que el de días fraccionales. En efecto, esta es la representación en una única unidad que utilizan numerosos lenguajes de programación, incluidos C, y parte de los estándares UNIX/POSIX utilizados por Mac OS X, Linux, etc.; para convertir días fraccionales en segundos fraccionales, multiplican el número por 86400. Tiempos absolutos son a menudo expresados relativos a la medianoche del 1 de enero de 1970. Otros sistemas pueden utilizar un punto cero distinto, pueden contar en milisegundos en vez de segundos, etc.

## Tiempo de Internet Swatch
El 23 de octubre de 1998, la compañía fabricante de relojes Suiza, Swatch, presentó un tiempo decimal denominado Swatch Internet Time, el cual divide al día en 1000 beats (cada uno 86,4 s) contados en el rango 000–999, con @000 medianoche y @500 mediodía CET (UTC +1), en contraposición al UTC. La empresa ha vendido relojes que indican el Tiempo de Internet.
Internet Time ha sido criticado por utilizar un origen diferente al utilizado por el Horario universal, tergiversar CET al presentarlo como  "Biel Mean Time", y por no tener unidades más precisas, aunque ciertas organizaciones han propuesto los "centibeats" (864 ms) y "milibeats" (86.4 ms).

## Otros tiempos decimales
Distintas personas han propuesto un rango de variaciones al tiempo decimal, dividiendo al día en diferente número de unidades y subunidades con diversos nombres. La mayoría están basados en días fraccionarios, de forma que un formato de tiempo decimal puede ser fácilmente convertido en otro, de forma tal que todos estos son equivalentes:
- 0,500 día fraccional
- 5h 0m tiempo decimal francés
- @500 Swatch Internet Time
- 50,0 centidía
- 500 milidía
- 50,0% Tiempo porcentual
- 12:00 Standard Time

Algunas propuestas de tiempo decimal están basadas en unidades de medidas alternativas del tiempo métrico. La diferencia entre el tiempo métrico y el tiempo decimal es que en el tiempo métrico se definen las unidades para medir intervalos de tiempo, tal como se lo mide con un cronómetro, mientras que el tiempo decimal define el tiempo del día, tal como lo mide un reloj. Así como el tiempo estándar utiliza como base el segundo la unidad métrica de tiempo, las escalas de tiempo decimal propuestas pueden utilizar otras unidades métricas.